# María Parado

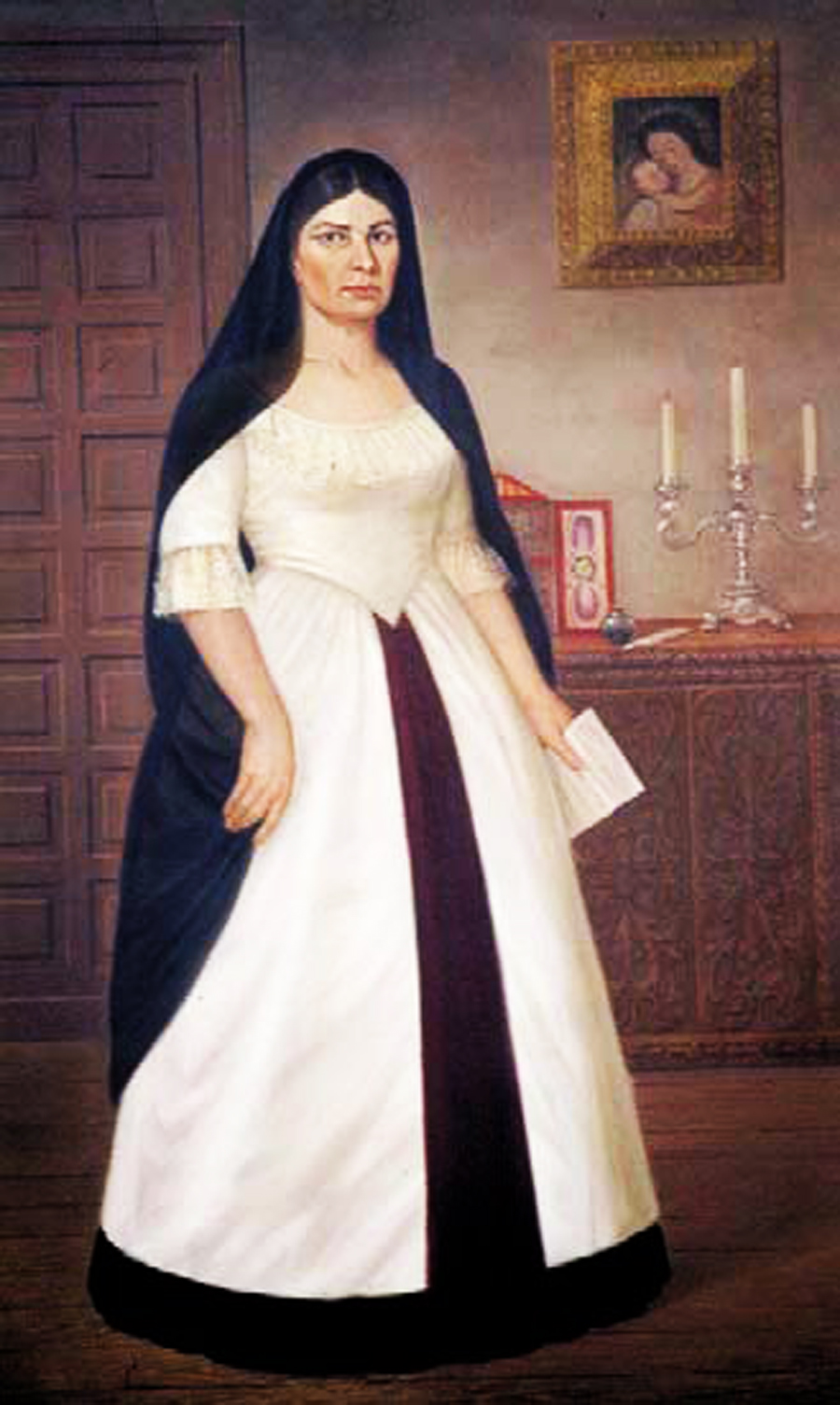
María Parado, Autor unbekannt, Museo Fortaleza Real Felipe, Callao.

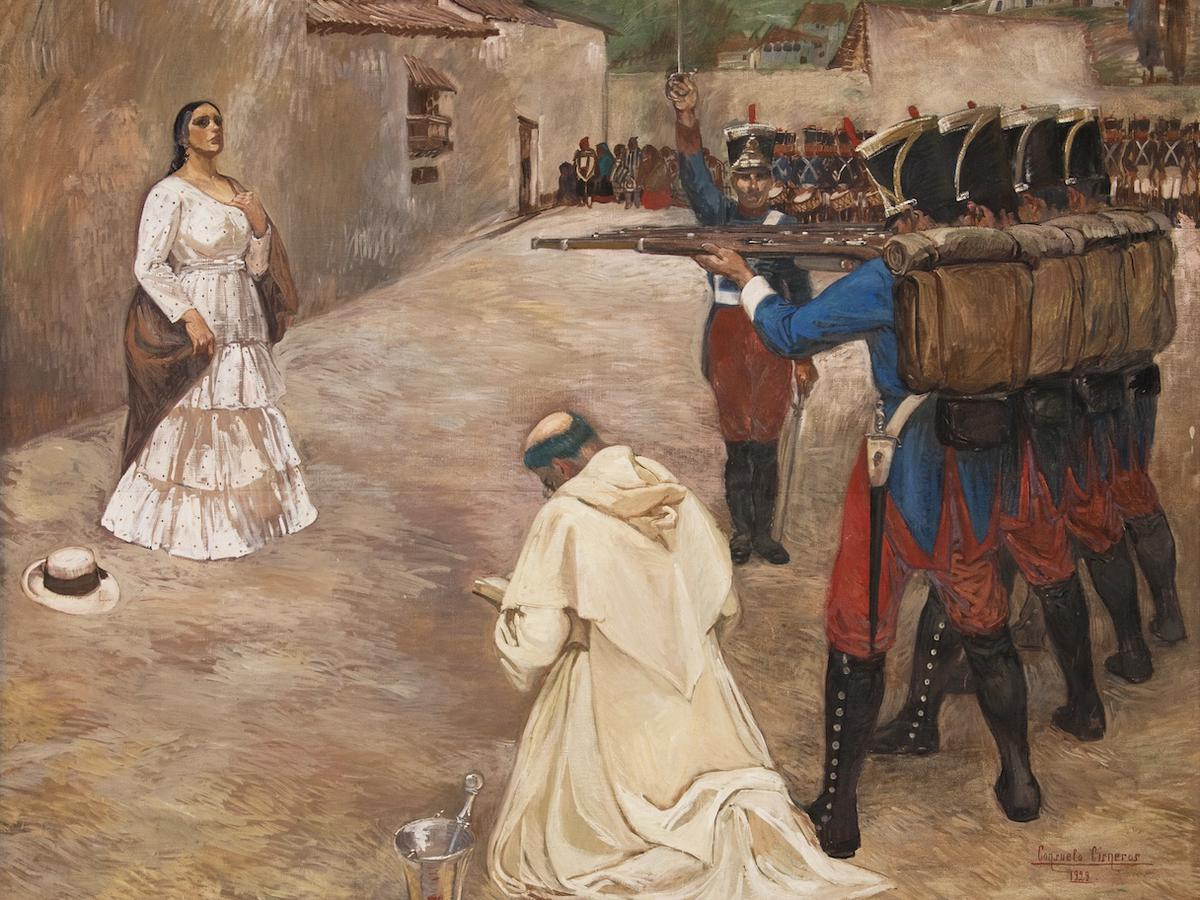
Hinrichtung von María Parado, Consuelo Cisneros (1847–1941), 1929.

María Andrea Parado Jayo, auch bekannt unter ihrem (inoffiziellen) Ehenamen María Parado de Bellido (* 5. Juli 1777 in Huamanga, heute Ayacucho, Vizekönigreich Peru; † 11. Mai 1822 ebenda) war eine peruanische Revolutionärin, die während des Unabhängigkeitskampfes von den Spaniern erschossen wurde. Heute wird sie als Heldin und Märtyrerin verehrt.

## Leben
María Parado Jayo wurde am 5. Juli 1777 als Tochter des spanischen Kreolen Fernando Parado aus Oberperu (heute Bolivien) und der Indigenen Jacinta Jayo aus den peruanischen Anden in der Stadt Huamanga geboren, die nach der Unabhängigkeit den Namen Ayacucho erhielt, und wuchs mit Quechua als Muttersprache auf. Im Alter von 15 Jahren heiratete sie Mariano Bellido, der seit 1820 als Kurier im Distrikt Paras (Provinz Cangallo) tätig war. Aus der Ehe gingen sieben Kinder hervor, von denen der Älteste, Tomás, bereits frühzeitig mit seiner Mutter María und seinem Vater Mariano in der peruanischen Unabhängigkeitsbewegung engagiert war. Tomás wurde 1822 in Cangallo von spanischen Truppen erschossen.
Nach der Unabhängigkeitserklärung durch José de San Martín in Lima war María Andrea Parado in Huamanga für den Unabhängigkeitskampf tätig, wo sie Informationen über spanische Truppenbewegungen weitergab. Da sie nicht lesen und schreiben konnte, diktierte sie Briefe einem Vertrauten namens Matías Madrid und unterzeichnete sie dann, um sie danach an ihren Mann Mariano übermitteln zu lassen, der die Informationen an den Rebellenführer Cayetano Quirós weitergab.
Auf Grund eines solchen Schreibens konnten die Rebellen das Dorf Quilcamachay am 29. März 1822 rechtzeitig vor den vorrückenden spanischen Truppen verlassen. Diese fanden jedoch das Sendschreiben in der Jackentasche eines gefallenen Rebellen vor, dessen Leiche aus Unachtsamkeit zurückgelassen worden war. Dieses an „Mariano“ gerichtete Schreiben war mit dem Namen „Andrea“ unterzeichnet. Die spanischen Verfolger ermittelten als Verantwortliche María Andrea Parado, die am 30. März in Huamanga gefangen gesetzt und auf Befehl des spanischen Generals José Carratalá schweren Verhören unter Einschluss von Folter unterzogen wurde. María Parado schwieg jedoch beharrlich und betonte nur immer wieder, dass sie selbst den Brief verfasst habe («¡Yo la escribí!»). So befahl Carratalá schließlich ihre Erschießung. Noch unmittelbar vor ihrer Erschießung wurde ihr die Begnadigung versprochen, falls sie ihre Gefährten verriete, doch verweigerte sie dies. Sie wird mit dem Satz zitiert: „Ich bin nicht hier, um Ihnen Informationen zu geben, sondern um mein Leben zu geben für die Sache der Freiheit“ (No estoy aquí para informar a ustedes, sino para sacrificarme por la causa de la libertad). María Parado starb durch ein Erschießungskommando auf der Pampa del Arco in Ayacucho am 1. Mai 1822.